# Podzámčok
Podzámčok – wieś (obec) na Słowacji położona w kraju bańskobystrzyckim, w powiecie Zwoleń.

## Położenie
Leży na wschodnim skraju Kotliny Pliešovskiej, u zachodnich podnóży północnej części grupy górskiej Jaworie, na prawym brzegu rzeki Neresnicy, ok. 10 km na południe od Zwolenia. Od północy nad wsią wznosi się wzgórze, na którym znajdują się ruiny zamku Dobrá Niva.

## Historia
Pierwsze wzmianki o miejscowości pochodzą z roku 1424. Rozwinęła się jako podgrodzie wspomnianego zamku Dobrá Niva, skąd też poszła nazwa wsi.

## Demografia
Według danych z dnia 31 grudnia 2012 roku, wieś zamieszkiwało 486 osób, w tym 248 kobiet i 238 mężczyzn.
W 2001 roku rozkład populacji względem narodowości i przynależności etnicznej wyglądał następująco:
- Słowacy – 97,06%
- Czesi – 0,65%
- Ukraińcy – 0,33%

Ze względu na wyznawaną religię struktura mieszkańców kształtowała się w 2001 roku następująco:
- Katolicy rzymscy – 83,66%
- Grekokatolicy – 0,33%
- Ewangelicy – 8,5%
- Ateiści – 4,9%
- Nie podano – 2,29%